# Uppstånden är Kristus, gudomliga liv
Uppstånden är Kristus, gudomliga liv är en psalm med tre verser från 1849 av Carl Gustaf Cassel (1783-1866).
Musik till psalmen härrör från svensk folkmelodi, alternativt från C. A. Nystad.

## Bakgrund
I Pietisten, 8 årg. (1849), infördes ett poem "Wår utkorelse och salighet i Christo", som där uppgavs som författat av "en uppsatt statens tjänsteman i Stockholm". Tre strofer ur denna sång, den första begynnande "Uppstånden är Christus! Gudomliga lif", ingår i Sionstoner och Svenska Missionsförbundets sångbok med Cassels namn.  

## Publicerad i
- Svenska Missionsförbundets sångbok (1894) som nummer 81. (Identisk nyutgåva trycktes också 1903.)
- Svenska Missionsförbundets sångbok (1920) som nummer 142 under rubriken "II. Guds uppenbarelse i Jesus Kristus / E. Jesu uppståndelse".
- Sionstoner (1935) som nummer 217 under rubriken "Kyrkoårets högtider / Passionstiden".

## Källa
- Svenskt Biografiskt Lexikon, Band 07 (1927), sida 647: Carl Gustaf (Wiberg) Cassel